# تپه قزقنه
تپه قزقنه مربوط به دوره سلجوقی است و در شهرستان فریمان واقع شده و این اثر در تاریخ ۱ آذر ۱۳۸۸ با شمارهٔ ثبت ۲۸۱۱۶ به‌عنوان یکی از آثار ملی ایران به ثبت رسیده‌است.